# Sobór Zmartwychwstania Pańskiego w Brześciu
Sobór Zmartwychwstania Pańskiego – prawosławny sobór w Brześciu, w eparchii brzeskiej i kobryńskiej Egzarchatu Białoruskiego Patriarchatu Moskiewskiego.

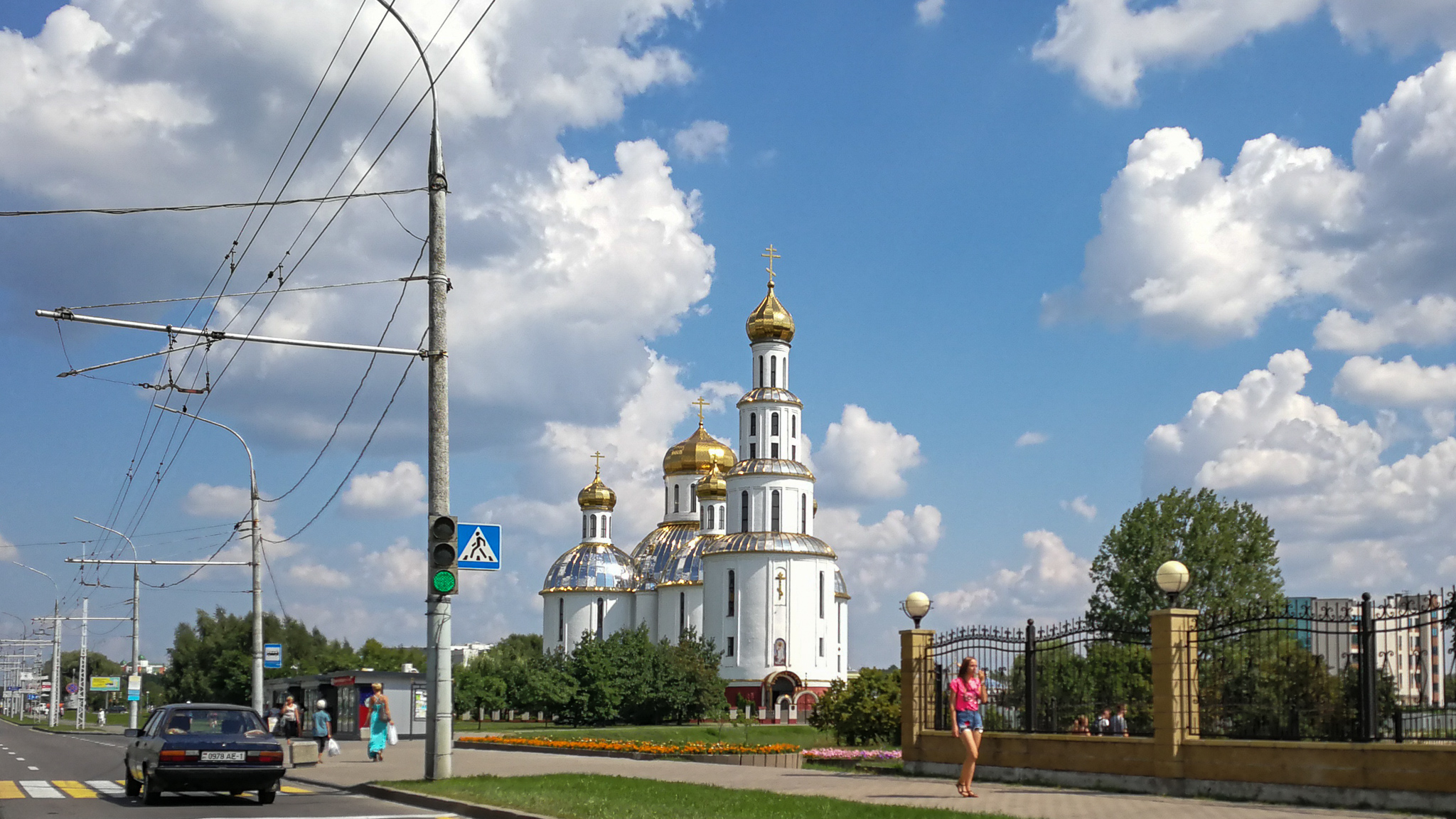
Sobór od frontu (2018 r.)

Świątynia została wzniesiona w brzeskiej dzielnicy Wostok w 1995. Jest pomnikiem pamięci zwycięstwa Związku Radzieckiego odniesionego nad III Rzeszą w II wojnie światowej. W obiekcie znajdują się górna i dolna cerkiew, łącznie przeznaczone dla 5 tys. wiernych.
Sobór Zmartwychwstania Pańskiego jest największym obiektem sakralnym w Brześciu. Świątynię konsekrował patriarcha moskiewski i całej Rusi Aleksy II.